# Iguana del nord de les Bahames
La Iguana del nord de les Bahames (Cyclura cychlura) és una espècie de sauròpsid (rèptil) escatós de la família dels iguànids. És endèmica de les Bahames on es distribueix únicament a les illes d'Andros i Exuma. Hi ha 3 subespècies reconegudes.